# Garang Kuol
Garang Mawien Kuol (* 15. září 2004) je australský fotbalista, který hraje jako křídlo za Newcastle United a australskou reprezentaci. 
Kuolovi rodiče pocházejí z Jižního Súdánu, ze kterého uprchli a přestěhovali se do Austrálie.
Kuolovi bratři Alou a Teng jsou také fotbalisté, Alou hraje za VfB Stuttgart.

## Statistiky

### Klubové
| Klub                            | Sezóna         | Liga                 | Liga   | Liga | Pohár  | Pohár | Ostatní | Ostatní | Celkem | Celkem |
| Klub                            | Sezóna         | Liga                 | Utkání | Góly | Utkání | Góly  | Utkání  | Góly    | Utkání | Góly   |
| ------------------------------- | -------------- | -------------------- | ------ | ---- | ------ | ----- | ------- | ------- | ------ | ------ |
| CCM Academy                     | 2021           | NPL NSW 2            | 6      | 0    | —      | —     | —       | —       | 6      | 0      |
| Central Coast Mariners          | 2021/22        | A-League Men         | 9      | 4    | 3      | 1     | —       | —       | 12     | 5      |
| Central Coast Mariners          | 2022/23        | A-League Men         | 9      | 2    | 1      | 0     | —       | —       | 10     | 2      |
| Central Coast Mariners          | Celkem         | Celkem               | 18     | 6    | 4      | 1     | —       | —       | 22     | 7      |
| Heart of Midlothian (hostování) | 2022/23        | Scottish Premiership | 8      | 1    | 1      | 0     | 0       | 0       | 9      | 1      |
| Volendam (hostování)            | 2023/24        | Eredivisie           | 15     | 1    | 1      | 0     | —       | —       | 16     | 1      |
| Kariéra celkem                  | Kariéra celkem | Kariéra celkem       | 47     | 8    | 6      | 1     | 0       | 0       | 53     | 9      |

### Mezinárodní
| Reprezentace | Rok    | Utkání | Góly |
| ------------ | ------ | ------ | ---- |
| Austrálie    | 2022   | 3      | 0    |
| Austrálie    | 2023   | 2      | 1    |
| Celkem       | Celkem | 5      | 1    |

#### Reprezentační góly
| #  | Datum           | Místo                                     | Soupeř  | Skóre | Výsledek | Soutěž           |
| -- | --------------- | ----------------------------------------- | ------- | ----- | -------- | ---------------- |
| 1. | 24. března 2023 | Western Sydney Stadium, Sydney, Austrálie | Ekvádor | 3:1   | 3:1      | Přátelské utkání |